# Vicky Bullett
Victoria  Bullett (nacida el 4 de octubre de 1967 en Martinsburg, Virginia Occidental) es una exjugadora de baloncesto estadounidense. Consiguió 3 medallas con  Estados Unidos en mundiales y Juegos Olímpicos.